# Comuna Popești, Argeș
Popești este o comună în județul Argeș, Muntenia, România, formată din satele Palanga, Popești (reședința), Purcăreni și Slobozia.

## Așezare
Comuna se află în extremitatea sudică a județului, la limita cu județul Teleorman. Este străbătută de șoseaua județeană DJ504, care o leagă spre nord de Izvoru, Recea și Buzoești (unde se termină în DN65A) și spre sud în județul Teleorman de Mârzănești, Alexandria (unde se intersectează cu DN6 și DN6F), Orbeasca, Olteni, Trivalea-Moșteni, Tătărăștii de Jos, Tătărăștii de Sus, și mai departe în județul Giurgiu la Gogoșari, Putineiu și Giurgiu (unde se termină în DN5B). La Popești, din această șosea se ramifică șoseaua județeană DJ679A, care duce spre vest la Râca, Căldăraru (unde se intersectează cu DN65A) și Bârla.

## Demografie
Componența etnică a comunei Popești
     Români (88,12%)
     Alte etnii (0%)
     Necunoscută (11,88%)
Componența confesională a comunei Popești
     Ortodocși (87,69%)
     Alte religii (0,19%)
     Necunoscută (12,12%)
Conform recensământului efectuat în 2021, populația comunei Popești se ridică la 1.600 de locuitori, în scădere față de recensământul anterior din 2011, când fuseseră înregistrați 2.191 de locuitori. Majoritatea locuitorilor sunt români (88,12%), iar pentru 11,88% nu se cunoaște apartenența etnică. Din punct de vedere confesional, majoritatea locuitorilor sunt ortodocși (87,69%), iar pentru 12,12% nu se cunoaște apartenența confesională.

## Politică și administrație
Comuna Popești este administrată de un primar și un consiliu local compus din 11 consilieri. Primarul, Cornel Trîncă[*], de la Partidul Social Democrat, este în funcție din 1 noiembrie 2024. Începând cu alegerile locale din 2024, consiliul local are următoarea componență pe partide politice:
|  | Partid                    | Consilieri | Componența Consiliului | Componența Consiliului | Componența Consiliului | Componența Consiliului | Componența Consiliului | Componența Consiliului | Componența Consiliului |
|  | ------------------------- | ---------- | ---------------------- | ---------------------- | ---------------------- | ---------------------- | ---------------------- | ---------------------- | ---------------------- |
|  | Partidul Social Democrat  | 7          |                        |                        |                        |                        |                        |                        |                        |
|  | Partidul Național Liberal | 3          |                        |                        |                        |                        |                        |                        |                        |
|  | Alianța Dreapta Unită     | 1          |                        |                        |                        |                        |                        |                        |                        |

## Istorie
La sfârșitul secolului al XIX-lea, comuna purta numele de Popești-Palanga, făcea parte din plasa Teleorman a județului Teleorman și era formată din satele Popești, Palanga și Purcărești, având în total 1318 locuitori. În comună funcționau două biserici și o școală mixtă cu 17 elevi. La acea dată, pe teritoriul actual al comunei mai funcționa în aceeași plasă și comuna Slobozia-Trăsnitu, cu 1546 de locuitori în satele Slobozia-Trăsnitu, Purcăreni și Dobreni. Funcționau și aici o școală și două biserici. Anuarul Socec din 1925 consemnează comunele în plasa Slăvești a aceluiași județ, comuna Slobozia-Trăsnitu având aceeași alcătuire și 2638 de locuitori, iar comuna Popești-Palanga având 1238 de locuitori în satele Palanga și Popești.
În 1950, comunele au fost arondate raionului Costești din regiunea Argeș. În 1968, ele au trecut la județul Argeș; tot atunci, cele două comune au fost comasate într-o nouă comună cu numele de Popești; comunei rezultate i-au fost alipite și satele comunei Râca, desființată. Comuna Râca a fost reînființată în 2003.

## Monumente istorice
Trei obiective din comuna Popești sunt incluse în lista monumentelor istorice din județul Argeș ca monumente de interes local. Unul este clasificat ca sit arheologic: așezarea eneolitică aparținând Culturii Gumelnița din vârful Măgura, aflată la circa 860 m de albia Teleormanului. Altul este monumentul istoric de arhitectură biserica „Sf. Nicolae” (1843) din satul Palanga; iar al treilea este crucea de piatră (1822) din curtea bisericii din Popești, clasificată ca monument memorial sau funerar.